# John Lewis Brown

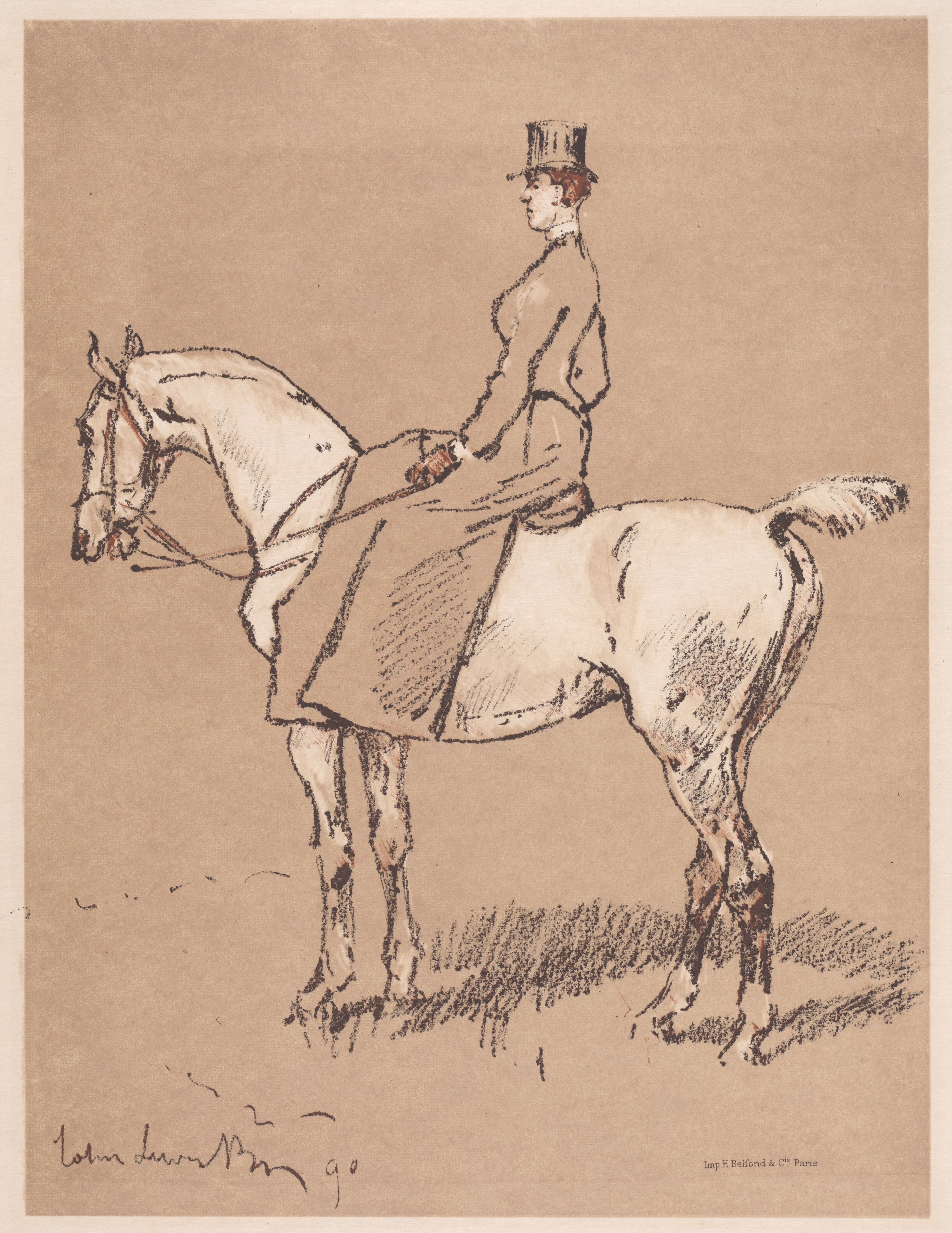
Amazone zu Pferd

John Lewis Brown (* 16. August 1829 in Bordeaux, Frankreich; † 14. November 1890 oder 1892 in Paris) war ein französischer Schlachtenmaler, Tiermaler und Genremaler.

## Leben
Brown entstammt einer schottischen Familie, die mit der Königsfamilie der Stuarts ins französische Exil ging.
Brown studierte an der Pariser École des beaux-arts unter anderem bei Camille Roqueplan. Er wurde auch als Aquarellist und als Stahlstecher bekannt. Seine Schlachtendarstellungen zeigen z. B. Szenen aus dem Amerikanischen Unabhängigkeitskrieg, den Kriegen Napoleons des Ersten und dem Deutsch-Französischen Krieg von 1870/1871.

## Werke
Werke Browns befinden sich unter anderem im Musée du Luxembourg in Paris, als Leihgabe im Musée Toulouse-Lautrec d’Albi, in der National Gallery of Art in Washington, D.C. und in der National Gallery of Ireland in Dublin.

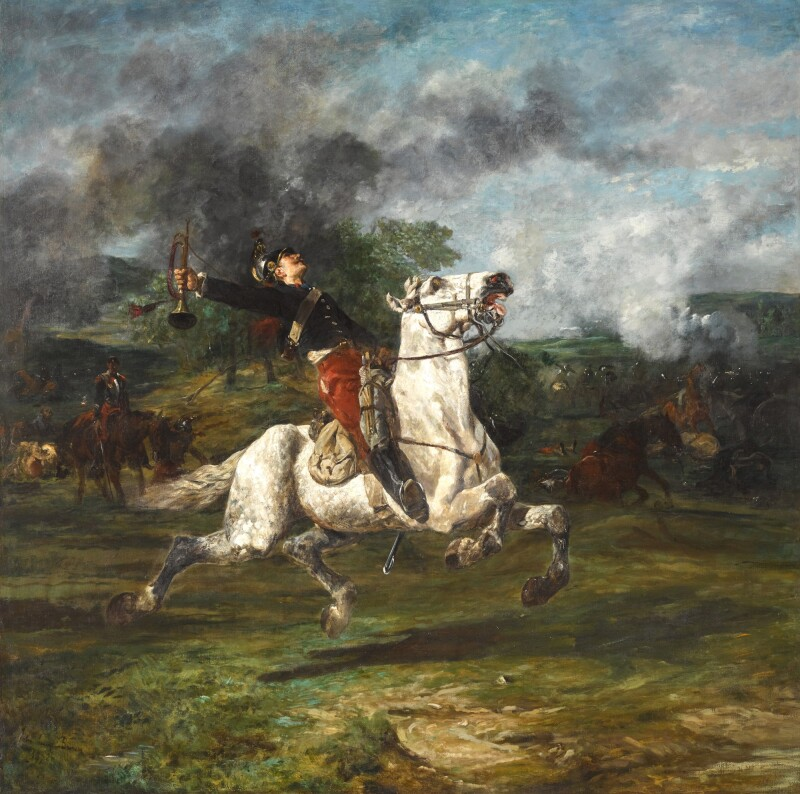
Schlacht bei Reichshoffen
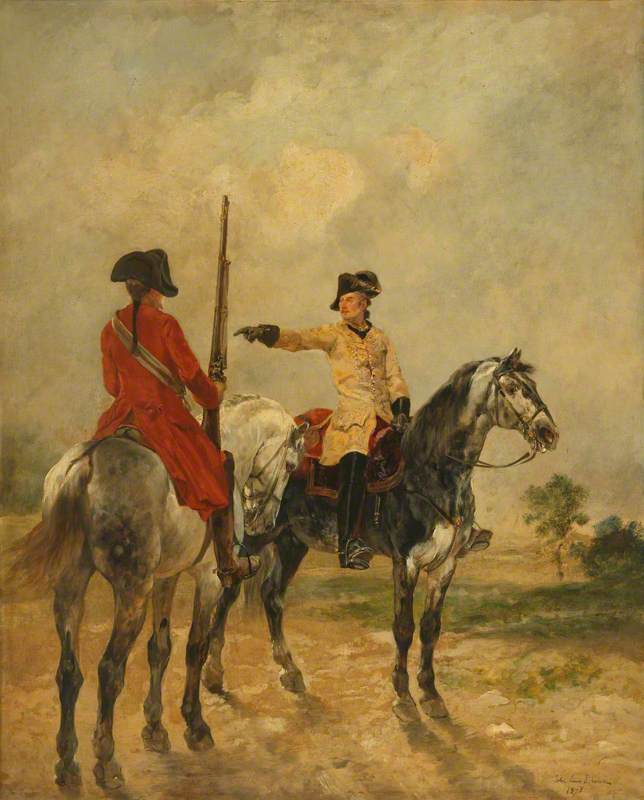
Zwei Offiziere
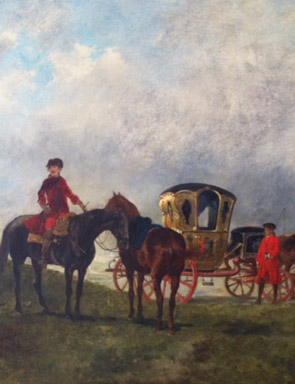
Landschaft mit Kutsche
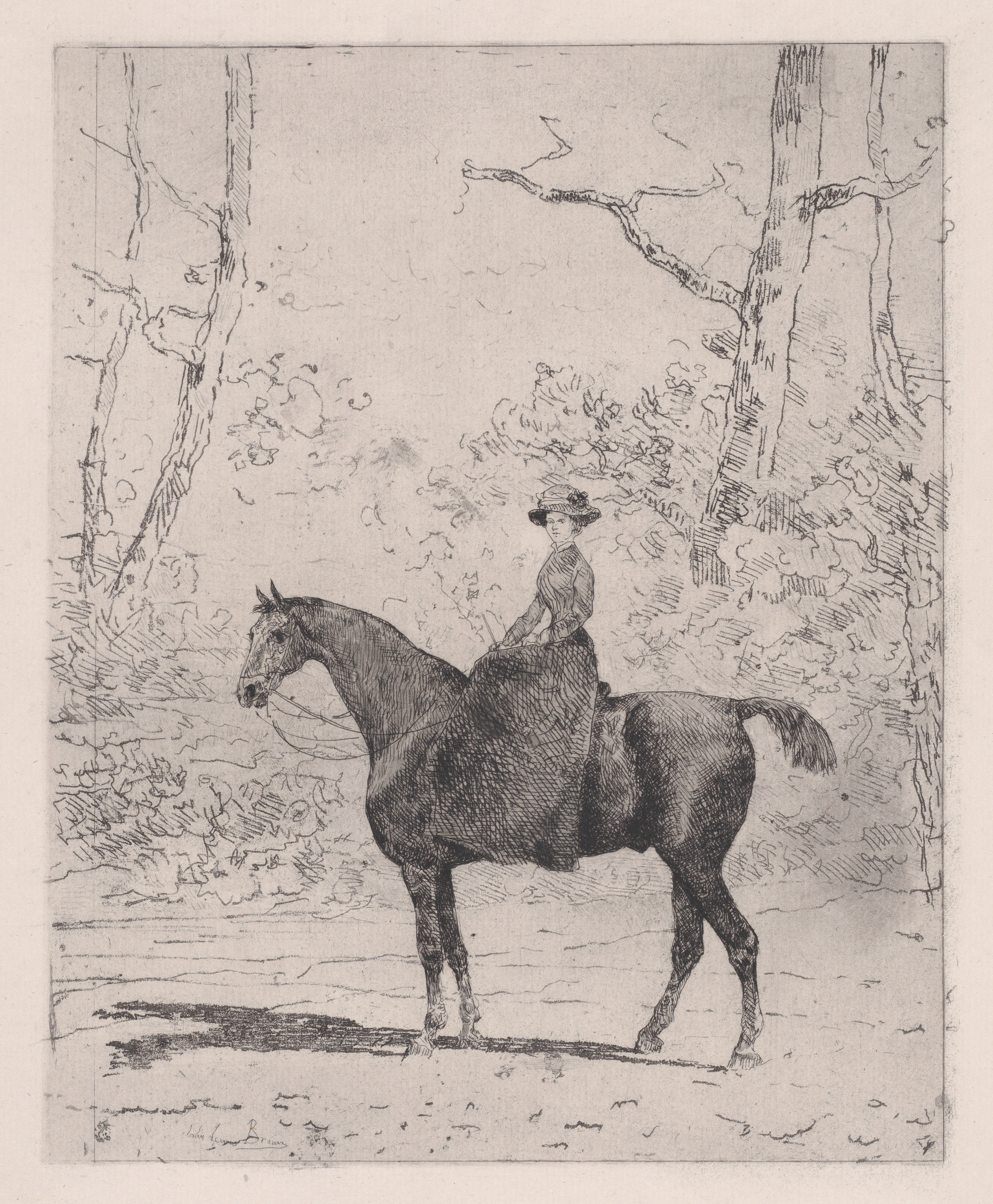
Amazone zu Pferd

| Personendaten    | Personendaten                                           |
| ---------------- | ------------------------------------------------------- |
| NAME             | Brown, John Lewis                                       |
| KURZBESCHREIBUNG | französischer Schlachtenmaler, Tiermaler und Genremaler |
| GEBURTSDATUM     | 16. August 1829                                         |
| GEBURTSORT       | Bordeaux, Frankreich                                    |
| STERBEDATUM      | 14. November 1890 oder 1892                             |
| STERBEORT        | Paris                                                   |